# Anne Buydens
Anne Buydens (nacida como Hannelore Marx; Hannover, 23 de abril de 1919-Beverly Hills, California; 29 de abril de 2021) fue una filántropa y productora de cine estadounidense. Era la esposa del actor Kirk Douglas, con quien había estado casada durante 65 años hasta el momento de la muerte del actor en 2020.

## Primeros años
Buydens nació como Hannelore Marx en Hannover, Alemania, el 23 de abril de 1919, la hija de un comerciante textil que importaba seda para la fabricación de paracaídas y, su madre, una celebridad. Cuando sus padres se divorciaron la enviaron a un internado en Suiza en donde aprendió inglés, francés e italiano. Estudió en Bruselas, pero huyó de la ciudad bombardeada durante la Segunda Guerra Mundial hacia París. Luego, como su identidad alemana era un problema, se casó con el belga Albert Buydens para convertirse en ciudadana belga.
Los nazis en París insistieron en que las películas se proyectaran con subtítulos en alemán y sus habilidades lingüísticas la hicieron útil para el trabajo de hacerlas para una distribuidora de películas francesas. En 1948 fue contratada para producir un programa de la NBC, Paris Cavalcade of Fashion, y trabajó como exploradora de locaciones en la producción de 1952 de Moulin Rouge para John Huston. Trabajó desde 1953 en el Festival de Cine de Cannes, programando fiestas de celebridades.